# Front de Seine
Pour les articles homonymes, voir front.

Front de Seine vu du pont Mirabeau.

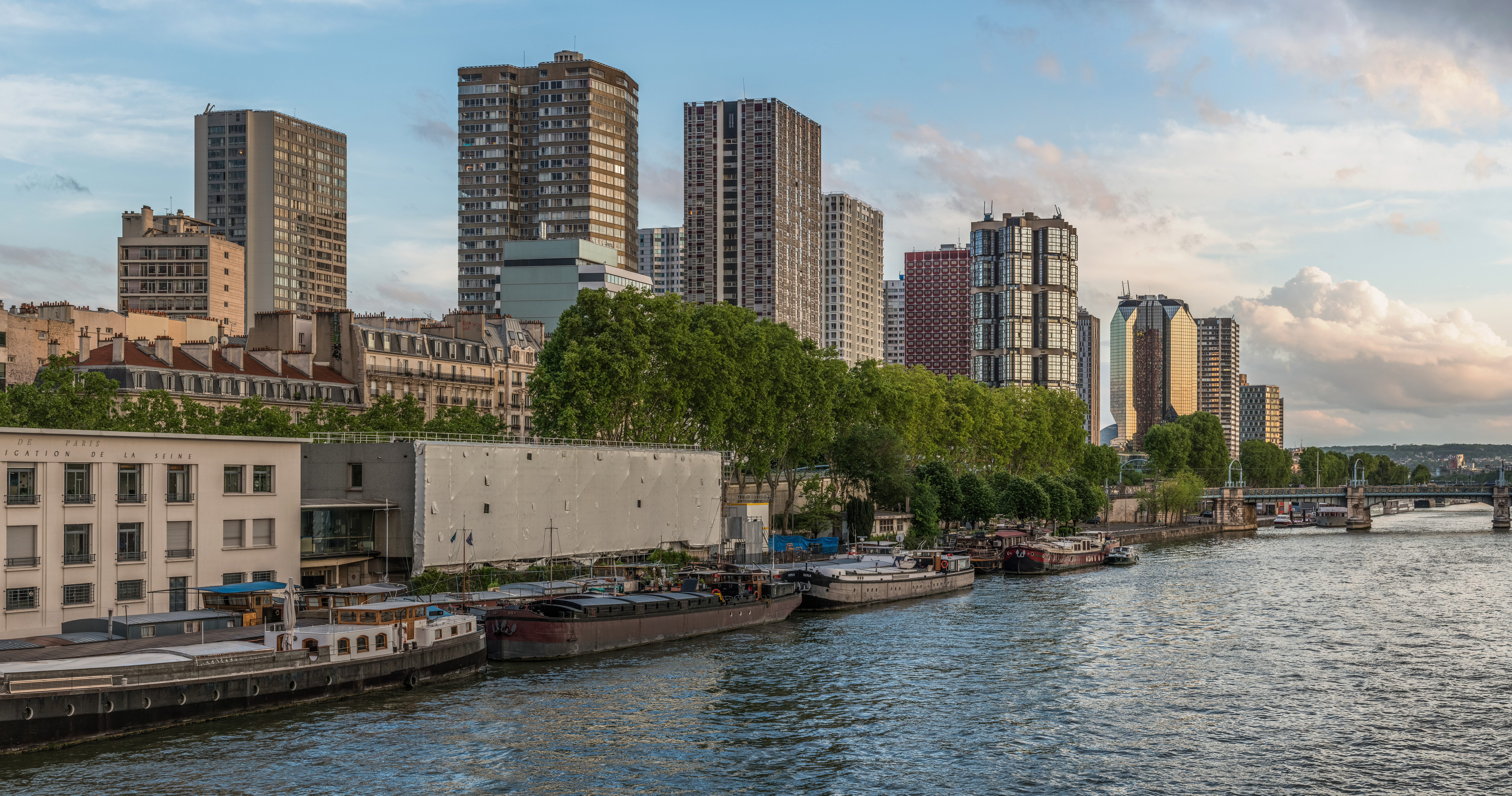
Front de Seine vu du pont de Bir-Hakeim.

Le Front de Seine est une zone de Paris, en France.

## Situation et accès
Elle est située le long de la Seine dans le 15e arrondissement, juste en aval de la tour Eiffel. Il comprend l'une des plus grandes concentrations d'immeubles de grande hauteur de la ville.
Administrativement, il est partagé entre les quartiers de Javel et Grenelle.

## Description

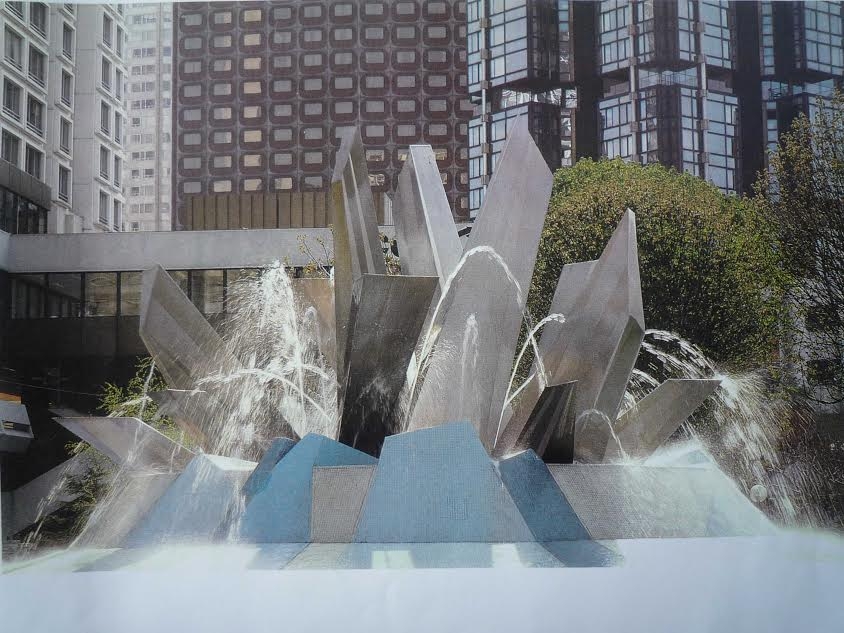
Sculpture-fontaine Cristaux. Jean-Yves Lechevallier, dans le square Béla-Bartók.

Opération d'urbanisme des années 1970, le quartier du Front de Seine consiste en une vingtaine de tours, atteignant près de 100 mètres de hauteur, situées au-dessus d'une dalle. Cette dernière était pavée de motifs dont on ne percevait le dessin que depuis les étages élevés. Contrairement aux tours d'Italie 13 dans le 13e arrondissement, celles du Front de Seine possèdent des styles variés, comme l'hôtel Novotel Paris Tour Eiffel (ancien hôtel Nikko) avec ses fenêtres encadrées de rouge, la tour Totem, empilement de blocs vitrés orientés vers le fleuve ou la tour Cristal avec ses pans coupés.
L'ensemble est équilibré par de petits espaces verts, notamment le square Béla-Bartók qui abrite la sculpture fontaine Cristaux de Jean-Yves Lechevallier.
En revanche, la hauteur uniforme des tours (en dehors des tours des extrémités, plus basses) engendre une certaine monotonie qui amène les visiteurs peu attentifs à oublier la grande hauteur de ces constructions. Le point culminant du quartier est la cheminée du chauffage urbain.
À la différence d'Italie 13, essentiellement résidentiel, ou de la Défense, principalement tournée vers les bureaux, le Front de Seine a été conçu comme zone mixte, à la fois tournée vers les immeubles d'habitation et de bureaux.

## Historique
Le quai de Grenelle est un quartier industriel installé depuis la canalisation des berges de la Seine vers 1860. En 1951, la destruction des dernières usines permet le lancement d'un projet d'aménagement. En 1959, le projet d'aménagement est confié au cabinet d'architecte de Raymond Lopez et d'Henri Pottier. Le choix est fait d'un urbanisme vertical totalement moderne  : dalle, tours. En 1961, la Société d'économie mixte d'équipement et d'aménagement du 15e arrondissement (SEMEA 15, aujourd'hui SemPariSeine) est chargée d'organiser l'aménagement du quartier. À la mort de Raymond Lopez, son associé Michel Proux reprend le projet avec Henri Pottier. Les travaux commencent en 1967 par l'ensemble Keller au sud et la tour Compagnie bancaire au nord. Après le premier choc pétrolier, à partir de 1976, la SEMEA 15 (aujourd'hui SemPariSeine) connaît des difficultés pour commercialiser les logements. On fait appel à de nouveaux architectes pour la construction des dernières tours. Après de nombreux changements de projets, l'ensemble n'est achevé qu'en 1990 par la construction de la Tour Cristal.
À partir de 2005, le Front de Seine, séquencé en îlots, entre en rénovation. Au programme : réfection de l'étanchéité de l'ouvrage dalle, transformation de l'espace minéral en espace végétal avec création de jardins, mise en place d'un plan lumière (mise en valeur des accès et des « tailles de guêpe » des tours, parcours nocturne), aménagement de cheminements piétons permettant la traversée de la dalle d'un bout à l'autre et réhabilitation des 9 parkings situés sous la dalle. Au même moment, le centre commercial Beaugrenelle est rénové et rouvre ses portes en octobre 2013. Fin 2014, le réaménagement du Front de Seine est au 4/5e achevé. Le dernier îlot est rénové fin 2016[réf. souhaitée].

## Bâtiments

Plan du Front de Seine en 2021.

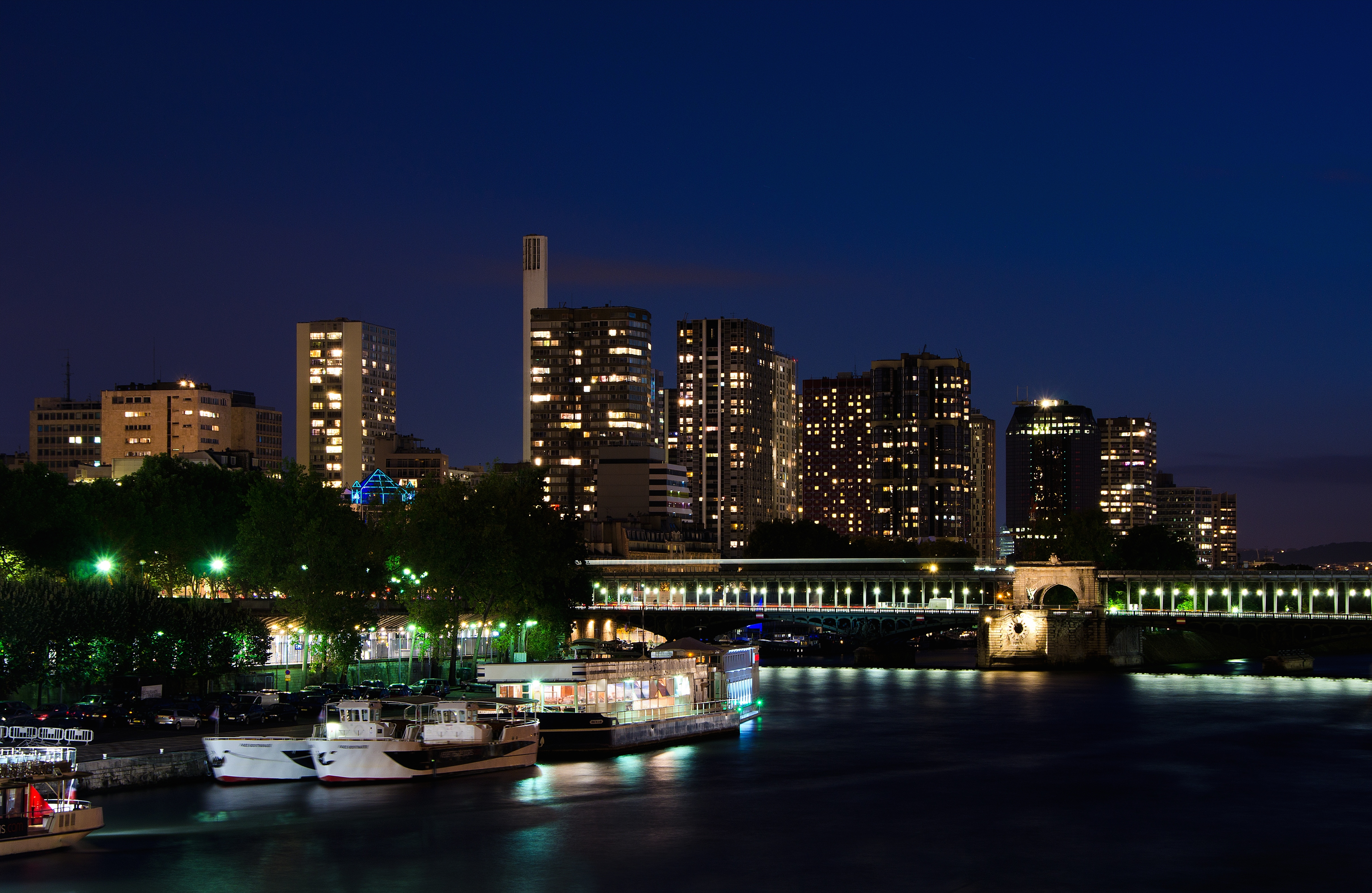
Vue de nuit du pont de Bir-Hakeim et du Front de Seine, depuis le port Debilly.

Parmi les bâtiments construits sur le Front de Seine :
- Tour Keller, 1970
- Tour Seine, 1970
- Tour Évasion 2000, 1971
- Tour Mirabeau, 1972
- Tour Perspective 1, 1973
- Tour de Mars, 1974
- Tour Panorama, 1974
- Tour Avant-Seine, 1975
- Tour Perspective 2, 1975
- Tour Rive Gauche, 1975
- Tour Reflets, 1976
- Hôtel Novotel Paris Tour Eiffel, ancien hôtel Nikko, 1976
- Tour Espace 2000, 1976
- Résidence Adagio Paris Centre Tour Eiffel, 1977
- Tour Beaugrenelle, 1979
- Tour Totem, 1979
- Tour Cristal, 1990

## Dans la fiction
- Dans le film OK patron, l’avant-dernière scène  montre une bataille rangée sur le chantier du Front de Seine, rebaptisé « Plein Ciel ». Des banderoles publicitaires sont accrochées sur la tour Avant-Seine en construction. On y lit : « L'avant Seine » (jeu de mots avec « l'avant scène ») et « Vivez en plein-ciel ». L'avalanche de balles finit par décrocher la banderole « L'avant Seine ».

- Une scène du film L'Ami américain se déroule dans une tour du Front de Seine.

- La tour Avant-Seine est le lieu de tournage de la scène finale du film Peur sur la ville en 1974 avec Jean-Paul Belmondo.

- Le début du film Le Chat et la Souris en 1975 a pour décor le chantier du Front de Seine .

- Le quartier Front de Seine a également servi de lieu de tournage pour le sketch des Inconnus, Y'en a marre du rap.

- Une des tours aurait servi pour le tournage de certaines scènes du film français Tanguy[réf. souhaitée].

- Le Front de Seine a servi de décor au clip Allogène d'Abd Al Malik en 2015, la plupart des tours y font leur apparition.

- Il servit également de décor au clip Go de The Chemical Brothers, réalisé par Michel Gondry.
- Le film Les Nanas (1985) d'Annick Lanoë avec Marie-France Pisier a été tourné en très grande partie dans le quartier Front de Seine.
- Des scènes de la comédie Nicky Larson et Le Parfum de Cupidon (2018) y furent tournées, afin d'évoquer le Japon urbain de la série animée qu'elle adapte.
- Le quartier occupe une place centrale au sein du film dramatique Les Passagers de la Nuit, sorti en 2022.